# 張強 (羽毛球運動員)
張強（1963年—），出生于福建省，中國前男子羽球運動員。
張強曾代表中國參加1986年湯姆斯盃。在與印尼對陣的決賽中，他與周金燦搭檔的第一雙打以13:15、8:15輸給紀明發/陳財富組合；不過最後中國隊仍然以總比分3-2贏得冠軍。
1987年，他與周金燦一起贏得香港羽球公開賽男子雙打冠軍。在1988/1989賽季，兩人一起贏得比利時羽球國際賽男子雙打冠軍。